# تشيدي أودياه
تشوكوودي أودياه (بالإنجليزية: Chukwudi Odiah)‏ (مواليد 17 ديسمبر 1983 في بورت هاركورت) لاعب كرة قدم نيجيري يلعب حاليا في نادي سسكا موسكو الروسي . .

## روابط خارجية
- تشيدي أودياه على موقع IMDb (الإنجليزية)

- تشيدي أودياه على موقع الاتحاد الدولي (مؤرشف)  (الإنجليزية)
- تشيدي أودياه على موقع الاتحاد الأوربي (الإنجليزية)
- تشيدي أودياه على موقع قاعدة بيانات كرة القدم.إي يو (الإنجليزية)
- تشيدي أودياه على موقع ناشيونال فوتبول تيمز (الإنجليزية)
- تشيدي أودياه على موقع Soccerbase.com (لاعب) (الإنجليزية)
- تشيدي أودياه على موقع Soccerway.com (الإنجليزية)
- تشيدي أودياه على موقع عالم كرة القدم.نت (الإنجليزية)
- تشيدي أودياه على موقع كووورة